# Promethazine
Promethazine is een eerste generatie anti-histaminemiddel uit de fenothiazinefamilie. Promethazine heeft een kalmerende, antipsychotische en anticholinerge werking en is eveneens effectief als middel tegen overgeven.
Promethazine kent een breed indicatiegebied. Ondanks de sterke anti-allergische werking krijgen bij aandoeningen als hooikoorts, allergische conjunctivitis en milde allergische reacties de nieuwere H1-receptorantagonisten de voorkeur wegens de mogelijke bijwerkingen, zoals sedatie. Bij ernstige allergische of anafylactische reacties zal men kiezen voor het gebruik van promethazine in de vorm van een intraveneuze toediening of via een diep-intramusculaire injectie wanneer een veneuze toegangsweg (nog) niet beschikbaar of wenselijk is.
Promethazine wordt ook gebruikt tegen misselijkheid en overgeven van diverse oorsprong, meer specifiek tegen reisziekte, ochtendmisselijkheid en ter voorkoming en behandeling van postoperatieve misselijkheid. Als pre-medicatie bij operaties heeft promethazine naast de anti-braak werking ook een kalmerende werking op de patiënt en een versterkende werking op narcotische analgetica en beperkt het de bijwerkingen ervan.
Ook komt promethazine voor in hoestsiroop, meestal in combinatie met een ander antihoestmiddel, bijvoorbeeld codeïne.
Vroeger werd promethazine ook gebruikt tegen nervositeit en agitatie, als antipsychoticum en zelfs als kalmeermiddel of slaapmiddel.
Promethazine werkt versuffend. Dit kan zowel een voordeel zijn (makkelijker inslapen ondanks hoest) als een nadeel, in de zin dat het het reactievermogen vermindert. Autorijden en machines bedienen wordt dan ook afgeraden. Combinatie met alcohol kan dat effect versterken. Ook paresthesie (tintelingen) kan een bijwerking zijn.